# Цевун, Иван Геннадьевич
Иван Геннадьевич Цевун (19 декабря 1998, село Смелое, Октябрьский район, Амурская область — 7 марта 2022, Золотое, Украина) — российский военнослужащий. Старший механик-водитель танка. Герой Российской Федерации (2022).

## Биография
Родился 19 декабря 1998 года в селе Смелое Октябрьского района Амурской области. Среднюю школу окончил в соседнем селе Короли в 2016 году. В том же году поступил в филиал Дальневосточного федерального университета (бывший Приморский авиационный техникум) в городе Арсеньев Приморского края. В 2020 году успешно завершил обучение по специальности «производство летательных аппаратов».
В 2020 году был призван в армию на срочную военную службу в Хабаровском крае. После завершения срока службы в танковых войсках перешёл служить по контракту механиком-водителем танка в 163-м гвардейском танковом Нежинском ордена Красной Звезды полку (пункт дислокации — посёлок Персиановский Октябрьского района Ростовской области) в составе 150-й мотострелковой Идрицко-Берлинской ордена Кутузова дивизии 8-й гвардейской общевойсковой армии Южного военного округа.
С 24 февраля 2022 года в составе своего подразделения принимал участие во вторжении России на Украину.
Согласно заявлениям российского военного командования и официальных лиц Министерства обороны РФ, 7 марта 2022 года экипаж танка Т-72Б1 в составе командира танкового взвода старшего лейтенанта Дамира Исламова, наводчика Дамира Гилемханова и механика-водителя Ивана Цевуна в составе бронегруппы участвовал в штурме укрепрайона в районе города Золотое Северодонецкого района Украины. В ходе боя танк был подожжён «коктейлем Молотова», однако экипаж потушил огонь и вернулся на позицию. В итоге российский танк был подбит украинским танком, а Гилемханов, Исламов и Цевун — погибли.
Похоронен на кладбище села Смелое Октябрьского района (Амурская область).

## Награды
Указом президента России Владимира Путина от 25 марта 2022 года за «мужество и героизм, проявленные при выполнении боевого задания» удостоен звания Героя Российской Федерации.

## Память
Имя И. Г. Цевуна присвоено средней общеобразовательной школе села Короли Октябрьского района (25.08.2022), а также её юнармейскому отряду. На здании школы установлен памятный знак (31.08.2022).